# Hermannia rudis
Hermannia rudis är en malvaväxtart som beskrevs av Nicholas Edward Brown. Hermannia rudis ingår i släktet Hermannia och familjen malvaväxter. Inga underarter finns listade i Catalogue of Life.